# 적선지대 (1956년 영화)
《적선지대》(일본어: 赤線地帯)는 1956년 개봉한 일본의 드라마 영화로, 미조구치 겐지가 감독을 맡았다.

## 출연
- 쿄 마치코
- 와카오 아야코
- 코구레 미치요
- 사와무라 사다코
- 사하라 켄지